# Нейпперг, Адам Альберт фон
Адам Альберт фон Нейпперг  (нем. Adam Albert von Neipperg; 8 апреля 1775, Вена — 22 февраля 1829, Парма) — австрийский военачальник и дипломат эпохи Наполеоновских войн. Фельдмаршал-лейтенант. Граф. Из древнего вюртембергского аристократического рода, известного с XIII века. Сын Леопольда Йозефа фон Нейперга (1728–1792) и графини Людвиги  фон Нацфельд-Вильденбрух. Внук фельдмаршала Священной Римской империи Вильгельма Рейнхарда фон Нейпперга, возведённого 5 февраля 1726 года в графское достоинство Священной Римской империи.

## Биография
Родился 8 апреля 1775 года в Вене. 

Герб Нейппергов

В 1789—1790 годах окончил высшую школу в Штутгарте, по окончании которой вступил на военную службу.
Зимой 1790—1791 годов молодой Нейпперг вступил кадетом в гусарский полк, стоявший в Нидерландах и при Мениль-Сен-Блезе сражался с так называемыми брабантскими патриотами.
В апреле 1792 года революционная Франция объявила Австрии войну и Нейпперг перешёл прапорщиком в пехотный полк, отправился в Рейнскую армию и участвовал в походе на Шампань и сражении при Жемаппе. В 1793 году, он находился в сражениях при Неервиндене, Фамаре, осаде Валансьена и других делах.
Произведённый в подпоручики и снова поступивший в гусары, Нейпперг отличился в кавалерийском деле при Жуи, при взятии Цезарева стана и в деле при Гондскоте, за отличие получил чин поручика. В сражении при Ваттиньи он отбил у французов обратно захваченную ими батарею.
В январе 1794 года было предназначено отправить в Портсмут 600 австрийских гусар для участия в экспедиции, которую лорд Мойра намерен был послать в Вандею; в числе этих гусар был и Нейпперг. Предприятие не состоялось, но Нейпперг воспользовался случаем съездить в Лондон.
Вскоре он получил уведомление, что его перевели в Генерал-квартирмейстер-штаб, и он отправился в Монс, где была главная квартира принца Кобургского. При возобновлении военных действий Нейпперг участвовал во всех сражениях на Самбре, в окрестностях Шарлеруа, при Турне и Эрклине.
Когда Журдан, 18 июня, перешел Самбру, Нейпперг был ранен в ногу в деле при Эрлемоне; по выздоровлении, 27 августа, находясь с кавалерийским отрядом в засаде у деревни Эльдерен, он напал на французского генерала Буассе, шедшего к Мюнстербелю, и взял в плен 400 человек.
Клерфе, назначенный главнокомандующим армией, дал в Маастрихте Нейппергу трудное поручение: с несколькими отборными кавалеристами отправиться в разные голландские крепости и вручить комендантам их секретные предписания. Это поручение, требовавшее решительности и осторожности было частью исполнено Нейппергом, но неожиданное наступление Пишегрю привело его в крайнюю опасность.
Пробираясь через порядки окруживших его со всех сторон французские войска, Нейпперг имел несколько стычек с отдельными французскими отрядами. 14 сентября, близ деревни Долен он столкнулся с сильным неприятельским конным отрядом, и после отчаянного сопротивления, получив восемь ран и лишившись правого глаза, был взят в плен.
Он оставался во Франции до января 1795 года, когда был отпущен в Австрию, с обязательством не служить против Франции до известного срока, по истечении которого находился в битве при Майнце, за что был произведён в капитаны.
В 1796 году Нейпперг был отправлен в Италию. Там он отличился во многих сражениях, происходивших вследствие намерения австрийцев подать помощь Мантуе. В следующем году он состоял в корпусе генерала Лаудона, защищавшем Тироль, и ознаменовал себя храбростью и дипломатическими способностями, которые обнаружил в переговорах о демаркационной линии.
17 октября 1797 года был заключен Кампо-Формийский мир, и деятельность Нейпперга была обращена к занятиям по части генерал-квартирмейстер-штаба.
С открытием в 1799 году Второй коалиционной войны Нейпперг много содействовал успеху сражения при Кассано и взятию в плен генерала Серюрье. По представлению Суворова Нейпперг получил чин майора и способствовал формированию пьемонтской милиции.
Нe меньше храбрости и расторопности выказал Нейпперг в 1800 году, при взятии Мон-Сени (8 апреля), в сражении при Маренго и переговорах о заключении перемирия. В сентябре он служил в штабе в Мантуанском гарнизоне, а в конце декабря, с честью сражаясь на берегах Минчо. Получил орден Марии Терезии.
В 1801 году служил в штабе дивизии Вукасовича, а затем корпуса Кейма. С 31 июля 1804 года подполковник 2-го уланского полка, 1 июня 1805 года переведен в 5-й гусарский полк.
В кампанию 1805 года сражался при Кальдьеро, Изонцо (15 ноября) и Идрии (26 ноября).
В 1806 году получил чин полковника. С октября 1806 по октябрь 1808 года служил в кирасирском полку на кордонной линии на Висле. В 1809 году назначен генерал-адъютантом армии эрцгерцога Фердинанда, под началом которого участвовал в войне с Варшавским герцогством. Пожалован в генерал-майоры.
В 1810 году в составе австрийского посольства был в Париже. Присутствовал на свадьбе Наполеона и дочери императора Франца II Марии Луизы. Был награждён орденом Почётного легиона.
С июля 1811 года чрезвычайный посланник и полномочный министр в Стокгольме. Много сделал для того, чтобы добиться присоединения Швеции к антифранцузской коалиции. 13 апреля 1813 года шведский король Карла XIII наградил его орденом Меча.
Когда в 1813 году наследный принц Шведский со своим войском переправился в Германию, Нейпперг также возвратился в Австрию и принял начальство над бригадой во 2-й лёгкой дивизии; в отсутствие графа Бубны Нейпперг командовал всей этой дивизией. Этой дивизии было назначено охранять границы Богемии. Нейпперг сражался при Рейхенберге, Штольпене, Вильсдорфе, Вурцене и Лейпциге. Российский император Александр I пожаловал ему за отличия в сражениях с французами ордена св. Анны 1-й степени и св. Георгия 4-й степени (9 сентября 1813 года, № 2656 по кавалерскому списку Григоровича — Степанова)
За отличия в сражениях с французами.
20 октября произведён в фельдмаршал-лейтенанты. 24 октября привёз в Вену известие о разгроме Наполеона в Лейпцигской битве.
17 ноября ему было поручено начальство над форпостами по Рейну, от Гермерсгейма до устья Неккара; 17 декабря он отправился с особенными поручениями в Неаполь к Мюрату и, 14 января, подписал там мирный и союзный договор. Был также посредником в перемирии между Мюратом и англичанами. 15 февраля 1814 года Нейпперг поехал в Виллафранку, главную квартиру австрийско-итальянской армии, получил команду над авангардной дивизией на Минчо и действовал во многих сражениях последней кампании шестой коалиции.
После взятия Парижа союзниками, Нейпперг, заключив военную конвенцию с французскими генералами Доно и Цукки, и 28 августа 1814 года вступил в Милан.
31 мая 1814 года граф Нейпперг назначен шефом 3-го гусарского полка, получил большой крест шведского ордена Меча и большой крест сардинского ордена св. Маврикия и Лазаря.
В начале июля ему было поручено сопровождать бывшую императрицу Марию Луизу на воды в Э и Швейцарию. На Венском конгрессе Нейпперг, 29 марта 1815 года, был назначен её обер-шталмейстером и главнокомандующим войсками Пармского герцогства.
В 1815 году, во время войны с Мюратом, он принял начальство над авангардом австрийских войск, и при всякой встрече разбивал неприятеля. 21 мая Нейпперг с двумя кавалерийскими полками вступил в Неаполь, пробыл здесь до 25 июня, в качестве военного губернатора, король Обеих Сицилий Фердинанд I наградил его большим крестом ордена св. Фердинанда и Заслуги, украшенным алмазами; в то же время ему за храбрость, оказанную в 1813 и 1814 годах, пожалован командорский крест ордена Марии Терезии.
По возвращении в Парму, Мария Луиза, ставшая герцогиней Пармской, пожаловала Нейппергу Константиновский орден св. Георгия, почётное звание своего кавалера и назначила его министром иностранных дел герцогства. В 1817 году Нейпперг получил чин действительного тайного советника.
В начале 1821 года, когда возникли волнения в Пьемонте, графу Нейппергу было поручено начальство над всеми войсками на правом берегу По; впрочем, эти волнения были вскоре успокоены. В 1825 году он получил большой крест ордена Леопольда.
Возвращаясь из Вены в Парму, в сентябре 1828 года, граф Нейпперг заболел; сначала его состояние не возбуждало никаких опасений, но по приезде в сардинский замок Аллье, недалеко от Турина, состояние графа ухудшилось. После пятимесячных страданий, 22 февраля 1829 года, он скончался в Парме.

## Личная жизнь
В 1806 году женился на графине Терезии фон Пола (1778—1815). В браке родилось четверо сыновей:
- Альфред фон Нейпперг (1807—1865) — австрийский офицер, затем вюртембергский генерал-майор и пожизненный член Верхней палаты парламента королевства Вюртемберг. Женился вторым браком на дочери вюртембергского короля Вильгельма I Марии Фридерике Шарлотте (1816—1887),в  обоих браках не было детей.
- Фердинанд (1809—1843);
- Густав (1811—1850);
- Эрвин фон Нейпперг (1813—1897) — в австрийской армии дослужился до фельдмаршал-лейтенанта (генерал-лейтенанта), унаследовал собственность старшего брата Альфреда, включая замок Нейпперг (нем.)

В 1821 году вступил в морганатический брак с Марией Луизой Австрийской. Дети:
- Альбертина (1817—1867) — графиня ди Монтенуово, в замужестве графиня ди Фонтанеллато;
- Вильгельм Альбрехт (1819—1895) — граф и князь (с 31 августа 1861 года) ди Монтенуово;
- Матильда — родилась в 1822 году, умерла в детстве.

## Награды
- Военный орден Марии Терезии, командорский крест (Австрия, 1815)
- Военный орден Марии Терезии, рыцарский крест (Австрия, 1800)
- Австрийский орден Леопольда, большой крест (Австрия, 1825)
- Орден Святого Фердинанда и Заслуг, большой крест (Королевство обеих Сицилий, 1815)
- Константиновский орден Святого Георгия (Пармское герцогство, 1815)
- Орден Святого Георгия 4-й степени (Россия, 09.09.1813)
- Орден Святой Анны 1-й степени (Россия, 04.01.1814)
- Орден Святых Маврикия и Лазаря, большой крест (Сардинское королевство, 1814)
- Орден Почётного легиона, кавалер (Франция, 1810)
- Орден Меча, большой крест (Швеция, 1814)
- Орден Меча, рыцарский крест (1-го класса) (Швеция, 1813)

## Образ в кино
- «Мадам Сан-Жен[фр.]» (немой, Франция, 1911) — актёр Жак Волнис
- «Мадам Сан-Жен[англ.]» (немой, США, 1925) — актёр Уорвик Уорд[англ.]
- «Мадам Сан-Жен[фр.]» (Франция, 1941) — актёр Морис Эсканд[фр.]
- «Сто дней[англ.]» (Германия, Италия, 1935) — актёр Фред Додерляйн[нем.]
- «Наполеон II Орлёнок[фр.]» (Франция, 1961) — актёр Жорж Маршаль